# Cynaeda superba
Cynaeda superba là một loài bướm đêm trong họ Crambidae.